# Adolphe Yvon
Adolphe Yvon (30. ledna 1817 Eschviller – 11. září 1893 Paříž) byl francouzský malíř, známý pro své malby bitev.

## Život a kariéra
Ve dvaceti letech byl lesnickým úředníkem v Dreux, ale tato kariéra ho nezaujala a v roce 1838 vstoupil do ateliéru malíře Delarocheho (1797–1856), kde se učil portrétní a nástěnné malbě. Maloval historické a náboženské výjevy a také portréty francouzských osobností.
V roce 1863 se stal profesorem na École des Beaux-Arts. Na konci 60. let 19. století opustil dosavadní téma svých obrazů a pro Salon 1870 namaloval 15 metrovou alegorii Spojené státy americké, což bylo pokládáno za velmi nevhodné. Po anexi Alsaska Německem se rozhodl pro francouzské občanství a zhotovil několik maleb na téma tohoto válečného konfliktu. V roce 1881 byl jmenován profesorem na École Polytechnique.
Je pohřben na hřbitově v Auteuil. Jedna z pařížských ulic nese jeho jméno.

## Galerie

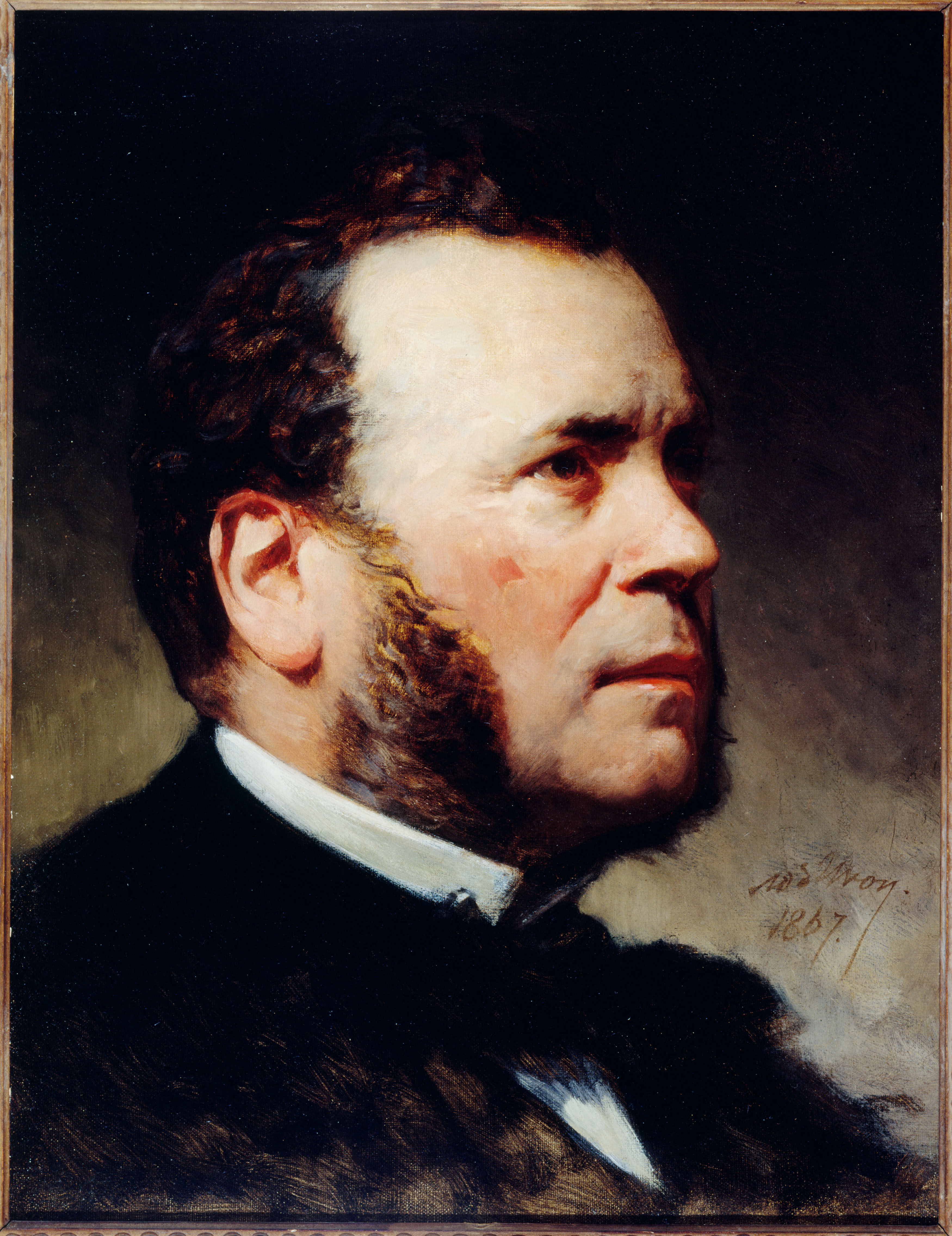
Portrét Ferdinanda Barrota
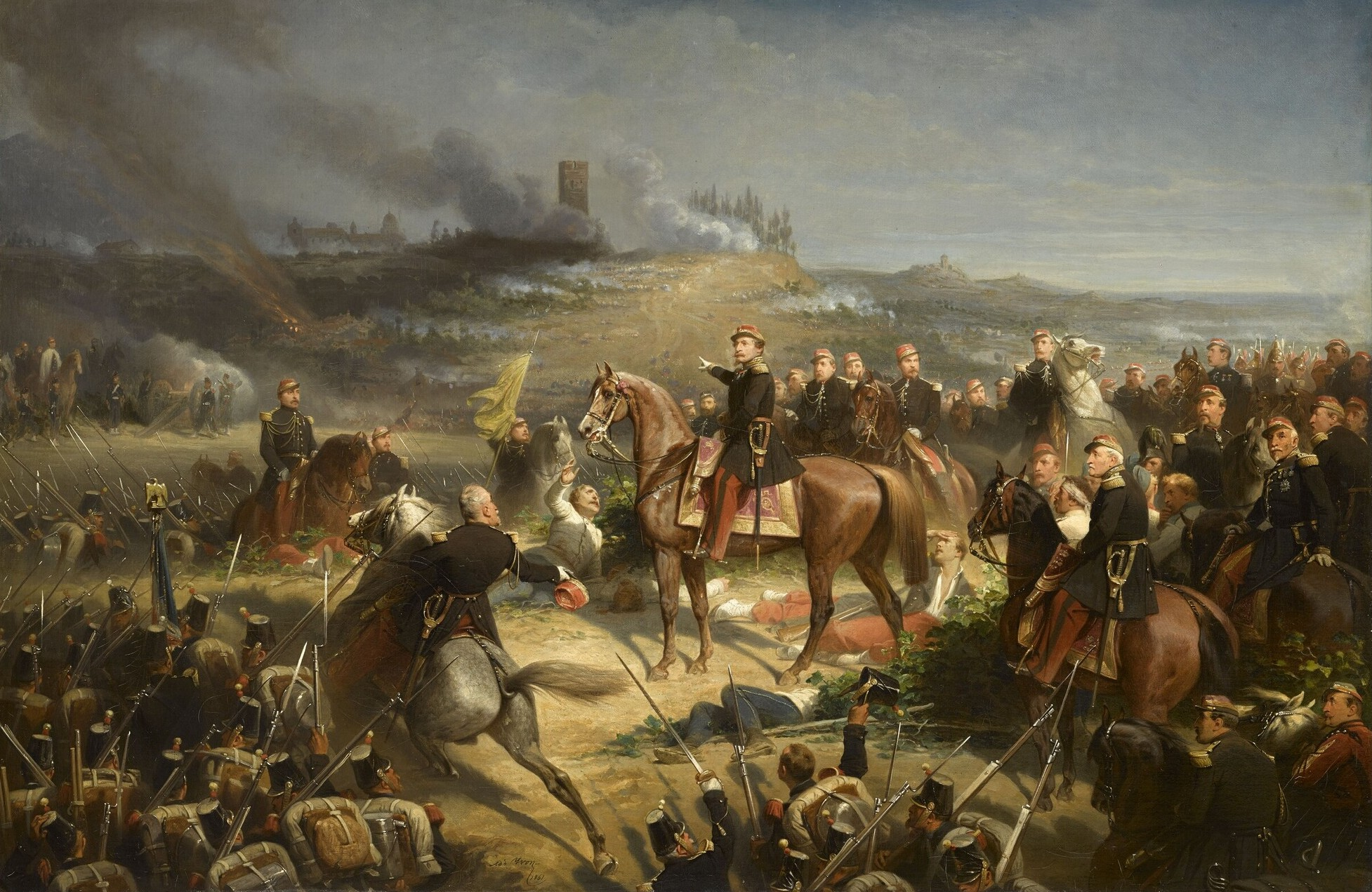
Bitva u Solferina
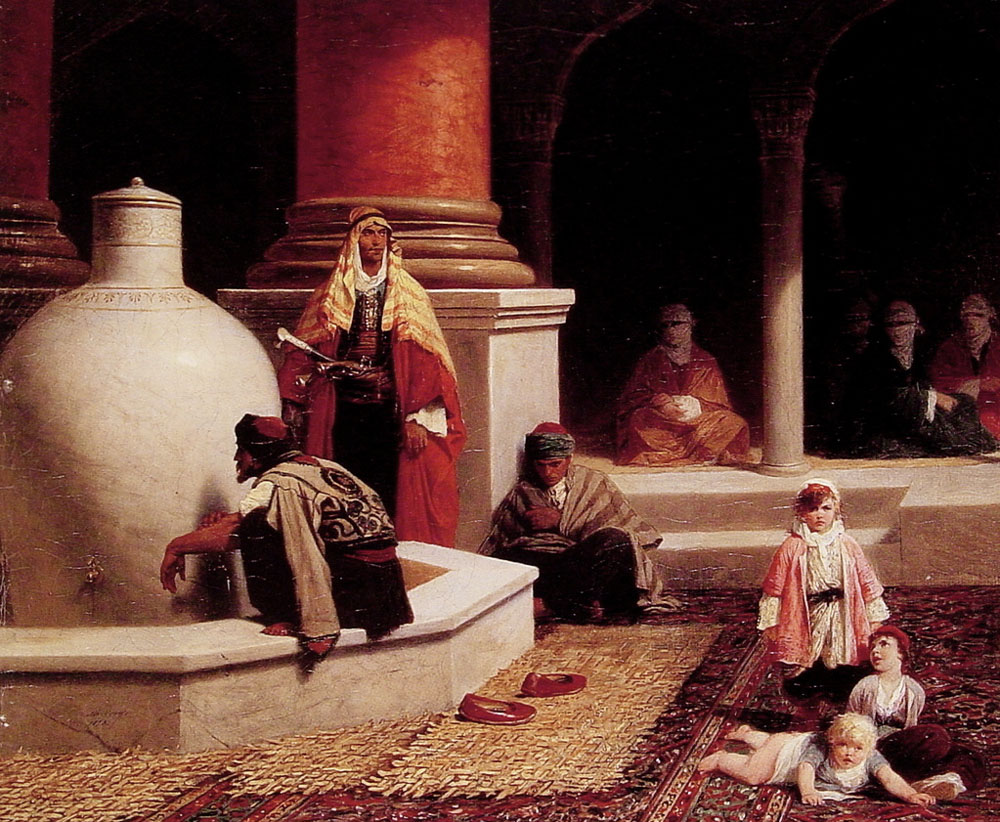
V harému
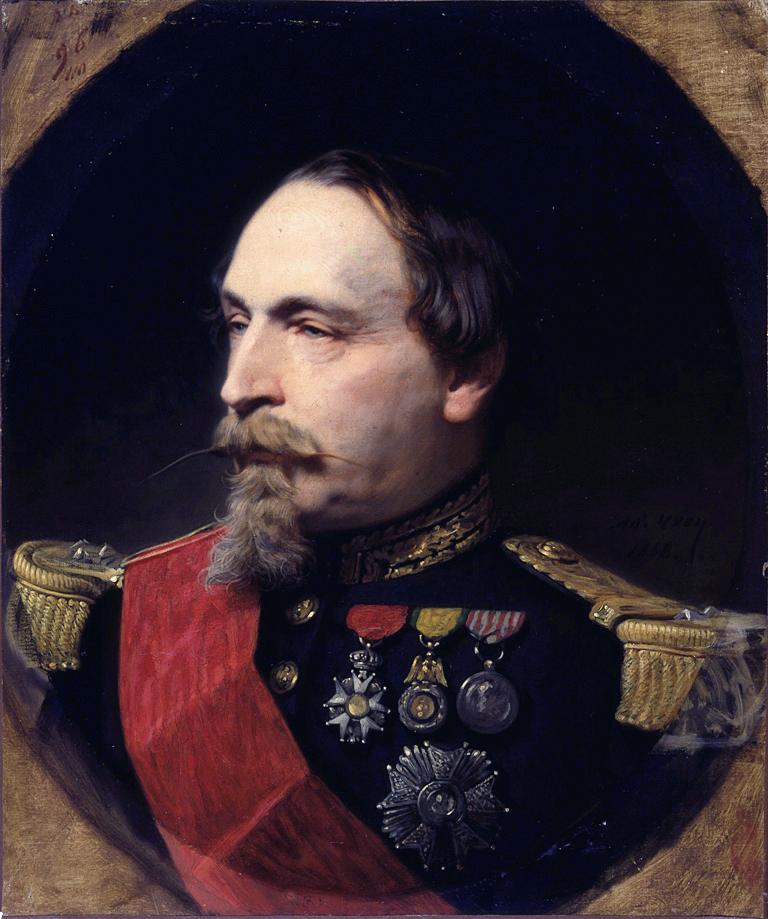
Portrét Napoleon III, 1868. Walters Art Museum